# 125 mm armata czołgowa 2A46
Armata czołgowa 2A46 (D-81TM) – 125-mm półautomatyczna armata czołgowa konstrukcji radzieckiej.
Armata 2A46 stanowiła ulepszenie armaty 2A26 (D-81T), przyjętej na uzbrojenie w 1968 roku i stanowiącej uzbrojenie czołgów T-64A, a w wersji 2A46M2 – T-72. Zasadniczą zmianą dla poprawienia celności było okrycie lufy płaszczem, zmniejszającym odkształcenia od różnicy temperatur. Dokonano też innych drobnych zmian. W wersji dla czołgu T-72 otrzymała oznaczenie 2A46, a w wersji dla czołgów T-64 i T-80 2A46-1 lub 2A46-2 w odmianie dostosowanej do odpalania pocisków przeciwpancernych Kobra.
Zasadniczą modernizację konstrukcji stanowi armata 2A46M, w której zwiększono celność o ok. 40%, przede wszystkim poprzez zastąpienie niesymetrycznego opornika przez dwa umieszczone symetrycznie po przekątnej komory zamkowej. Otrzymały ją czołgi T-72A późnych serii i T-72B, a w odmianie 2A46M-1 wozy rodziny T-64B, T-80B, T-80U i pochodne.
Armata stanowi uzbrojenie m.in. czołgów T-72 i PT-91, znajdujących się na wyposażeniu Wojska Polskiego. Działa na zasadzie odrzutu lufy. Przeznaczona do obezwładniania i niszczenia siły żywej, środków ogniowych oraz pojazdów bojowych. Gładkościenna lufa z przedmuchiwaczem posiada osłonę termiczną i wzmocniona jest tuleją. Zamek klinowy z mechanizmem samoczynnego działania. Z hydraulicznego opornika i pneumatycznego powrotnika składa się oporopowrotnik. W wersji podstawowej 2A46 stosowany jest tylko jeden opornik umieszczony niesymetrycznie pod lufą po prawej stronie. Kołyska typu cylindrycznego. Posiada łukowy mechanizm podniesieniowy oraz elektryczny i mechaniczny mechanizm spustowy. Ładowanie armaty odbywa się za pomocą zmechanizowanego samoczynnego układu zasilania.
Do strzelania z armaty stosuje się amunicję rozdzielnego ładowania z pociskami kumulacyjnymi, podkalibrowymi i odłamkowo-burzącymi.

## Dane techniczne armaty
- masa zespołu wahadłowego – 2675 kg[1]
- długość lufy – 6350 mm
- kąt ostrzału – od –5 do +15° (w pionie)
- prędkość początkowa pocisku kumulacyjnego – 905 m/s; odłamkowo-burzącego – 850 m/s
- długość strzału bezwzględnego, przy wysokości celu 2 m – do 2120 m